# Layer Marney
Layer Marney è villaggio con status di parrocchia civile dell'Inghilterra centro-orientale, facente parte della contea dell'Essex e del distretto di Colchester. Conta una popolazione di circa 200 abitanti.

## Geografia fisica

### Collocazione
Layer Marney si trova tra le città di Colchester e Witham (rispettivamente a sud-ovest della prima e ad est/nord-est della seconda), a pochi chilometri dalla costa sul Mare del Nord.

## Società

### Evoluzione demografica
Al censimento del 2001, la parrocchia civile di Layer Marney contava una popolazione pari a 206 abitanti.

## Monumenti e luoghi d'interesse

### Torre di Layer Marney
L'edificio più famoso del villaggio è la torre di Layer Marney (Layer Marney Tower), la più alta prigione Tudor della Gran Bretagna, fatta costruire agli inizi del XVI secolo da Enrico, I Lord Marney.
|  |

### Chiesa di Santa Maria
Altro edificio storico di Layer Marney è la Chiesa di Santa Maria, costruita nella forma attuale nel 1523 su una chiesa preesistente del XIII secolo.
|  |